# Florian Pruchnik
Florian Paweł Pruchnik (ur. 25 stycznia 1939 w Słupi Kapitulnej) – polski chemik, prof. dr hab., profesor zwyczajny na Wydziale Chemii Uniwersytetu Wrocławskiego.

## Życiorys
W 1962 ukończył studia chemiczne na Wydziale Matematyki, Fizyki i Chemii Uniwersytetu Wrocławskiego. Tam w 1967 obronił pracę doktorską Wymiana izotopowa jako kryterium struktury tiocyjaniarowych kompleksów metali przejściowych napisaną pod kierunkiem Stanisława Wajdy, w 1975 uzyskał stopień doktora habilitowanego na podstawie pracy Związki rodu jako katalizatory wodorowania alkenów. W 1983 uzyskał tytuł profesora.
W latach 1978–1981 był prodziekanem Wydziału Matematyki, Fizyki i Chemii UWr., w latach 1984–1990 wicedyrektorem, a w latach 1991–1993 dyrektorem Instytutu Chemii UWr. Tam w latach 1976–1991 kierował Zakładem Technologii Chemicznej, w latach 1991–2009 Zakładem Chemii i Ochrony Środowiska. Piastował stanowisko profesora zwyczajnego na Wydziale Chemii Uniwersytetu Wrocławskiego.
W 1962 został członkiem Polskiego Towarzystwa Chemicznego, w latach 1987–1991 był przewodniczącym Komisji Nomenklaturowej PTChem.
W 1983 został odznaczony Złotym Krzyżem Zasługi, w 1984 Krzyżem Kawalerskim, w 2002 Krzyżem Oficerskim Orderu Odrodzenia Polski, w 1991 Medalem Komisji Edukacji Narodowej